# Prompton
Prompton é um distrito localizado no estado norte-americano de Pensilvânia, no Condado de Wayne.

## Demografia
Segundo o censo norte-americano de 2000, a sua população era de 243 habitantes.
Em 2006, foi estimada uma população de 241, um decréscimo de 2 (-0.8%).

## Geografia
De acordo com o United States Census Bureau tem uma área de
4,4 km², dos quais 4,1 km² cobertos por terra e 0,3 km² cobertos por água.

## Localidades na vizinhança
O diagrama seguinte representa as localidades num raio de 16 km ao redor de Prompton.